# 大埔墟駅
大埔墟駅（だいほきょえき）は、香港新界大埔区大埔にある、香港鉄路 (港鉄 MTR)東鉄線の駅である。

## 駅構造
- 島式ホーム2面3線の高架駅。

| P ホーム     | ➊番線                                                    | ■東鉄線羅湖／落馬洲方面→                   |
| P ホーム     | 島式ホーム、1番線は右側のドアが、2番線は左側のドアが開く |                                            |
| P ホーム     | ➋番線 ➌番線                                              | ■東鉄線予備ホーム                          |
| P ホーム     | 島式ホーム、3番線は左側のドアが、4番線は右側のドアが開く |                                            |
| P ホーム     | ❹番線                                                    | ←■東鉄線金鐘方面                           |
| 閣樓         | 閣樓                                                     | 車站商店（快餐店）                         |
| C コンコース | コンコース                                               | 出口、客務中心、車站商店                   |
| C コンコース | コンコース                                               | 自動販売機、ATM、「e分鐘著數」機           |
| C コンコース | A出口                                                    | 往新達広場、行人隧道往雅運路、運頭角遊楽場 |

### 出口
- A - 新達広場
  - A1 - 新達広場
  - A2 - 富雅花園、香港鉄路博物館、大埔総合大楼、大埔墟、聖公会莫寿増会督中学、大明里広場、恩主教書院
  - A3 - 逸雅苑、香港教師會李興貴中学、景雅苑、保良局田家炳小学、徳雅苑、運頭塘邨、仁済医院蔡衍濤小学
- B - 広福邨
  - 広福邨、中華基督教会馮梁結紀念中学、元洲仔自然環境保護研究中心、南運路、聖公会阮鄭夢芹小学、大埔浸信会公立学校、宏福苑、王肇枝中学、元洲仔公園

## 駅周辺
| - 新達広場 - 富雅花園 - 運頭塘邨 - 旧理民府 - 大埔墟 - 香港鉄路博物館（徒歩15分） - 大埔総合大楼 - 聖公会莫寿増会督中学 - 恩主教書院 - 王肇枝中学 |

## 接続交通一覧
バス
- 九龍バス：
  - 64K - 元朗（西） ↔ 大埔墟鉄路駅
  - 71A - 富亨 ↔ 大埔墟鉄路駅
  - 71K - 太和 ↔ 大埔墟鉄路駅
  - 74K - 三門仔 ↔ 大埔墟鉄路駅（ラッシュ時間帯に運行）
  - 75K - 大美督 ↔ 大埔墟鉄路駅
  - 275R - 大埔墟鉄路駅 ↔ 烏蛟騰（休日に運行）（大美督経由）
  - 其他路線：71S、74A、272P、273C、273P
- 港鉄接続バス（九龍バス運営）：
  - K12 - 大埔墟駅 ↔ 大埔八號花園（八達通及上水－尖東全月通平日轉乗優恵）
  - K14 - 大埔中心 → 大埔墟駅（平日朝ラッシュ時間帯に運行）（八達通及上水－尖東全月通轉乗優恵）
  - K17 - 大埔墟駅 ↔ 富善（平日に運行）（八達通及上水－尖東全月通轉乗優恵）
  - K18 - 大埔墟駅 ↔ 広福（平日に運行）（八達通及上水－尖東全月通轉乗優恵）

小巴
- 新界專線小巴：
  - 20A - 大埔墟駅 ↔ 大埔那打素医院
  - 20B - 大埔墟駅 ↔ 洞梓
  - 20C - 大埔墟駅 ↔ 大美督
  - 20K - 大埔墟駅 ↔ 三門仔
  - 20S - 馬窩 ↺ 大埔墟
  - 22K - 大埔墟駅 ↔ 錦山（平日朝ラッシュ時間帯に運行）
  - 23K - 大埔墟（運頭街） ↔ 新屋家
  - 28K -  大埔墟駅 ↺ 沙田市中心

タクシー
- 市区タクシー
- 新界タクシー

## 画像

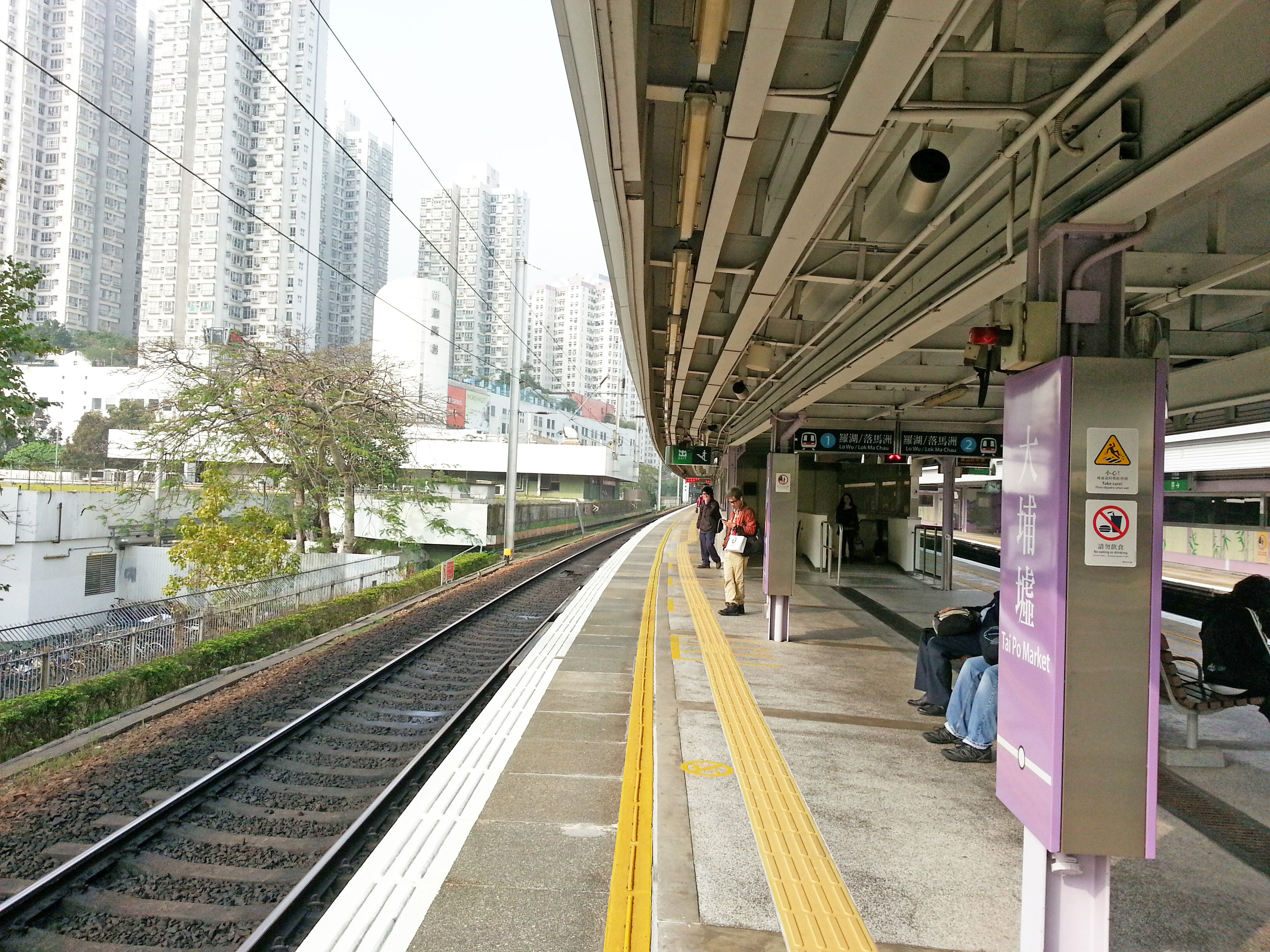
ホーム
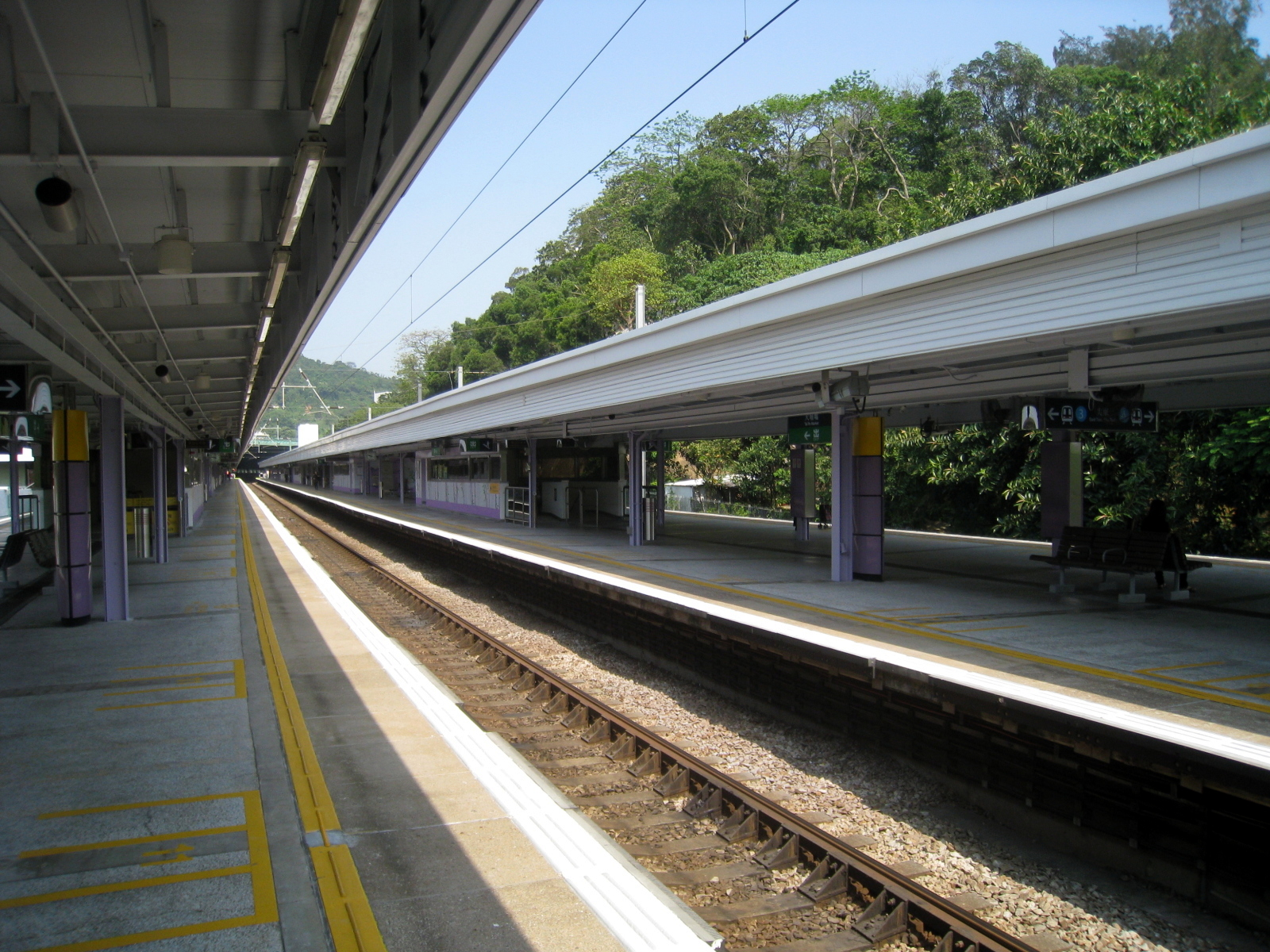
ホーム
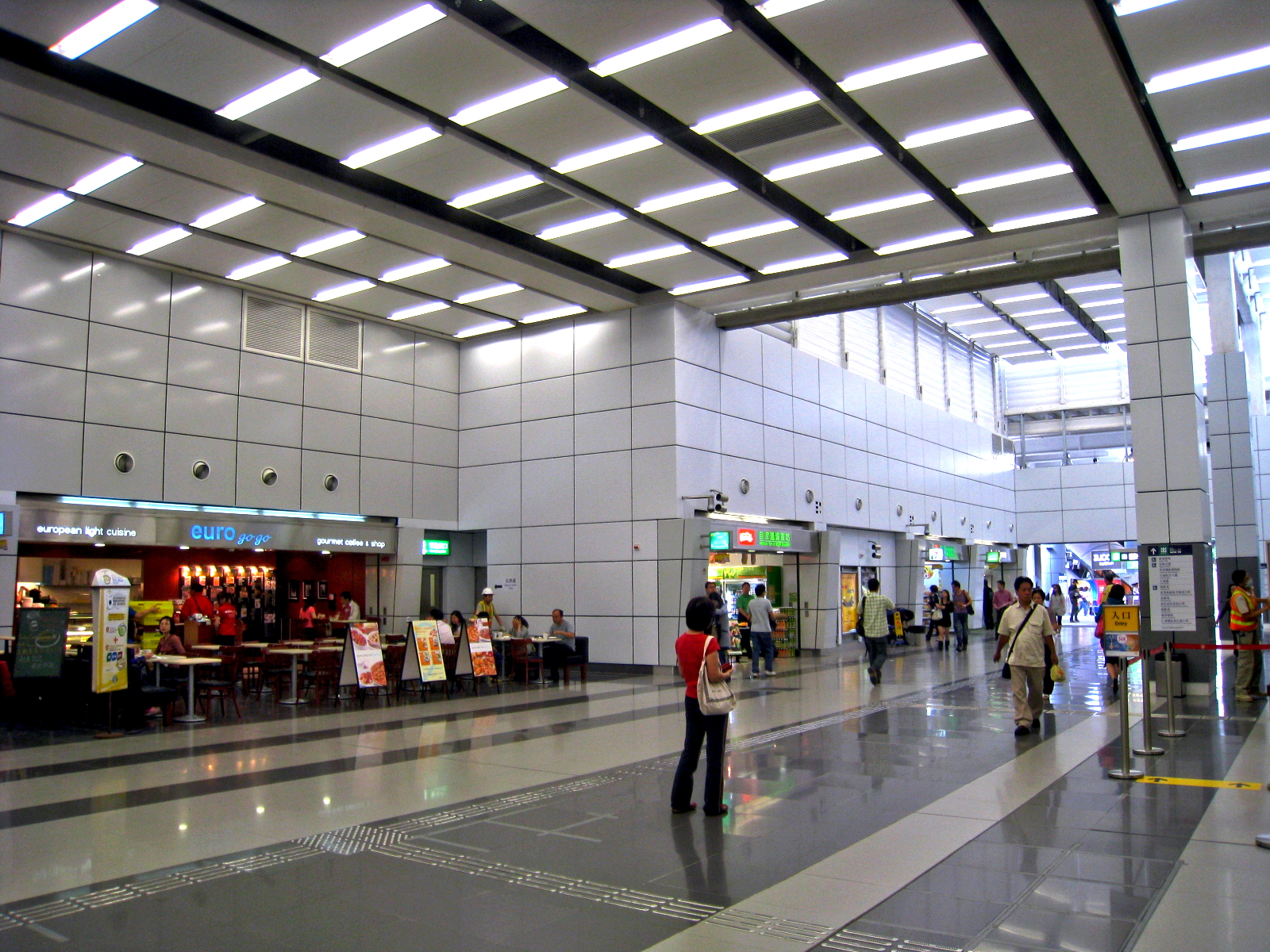
駅コンコース
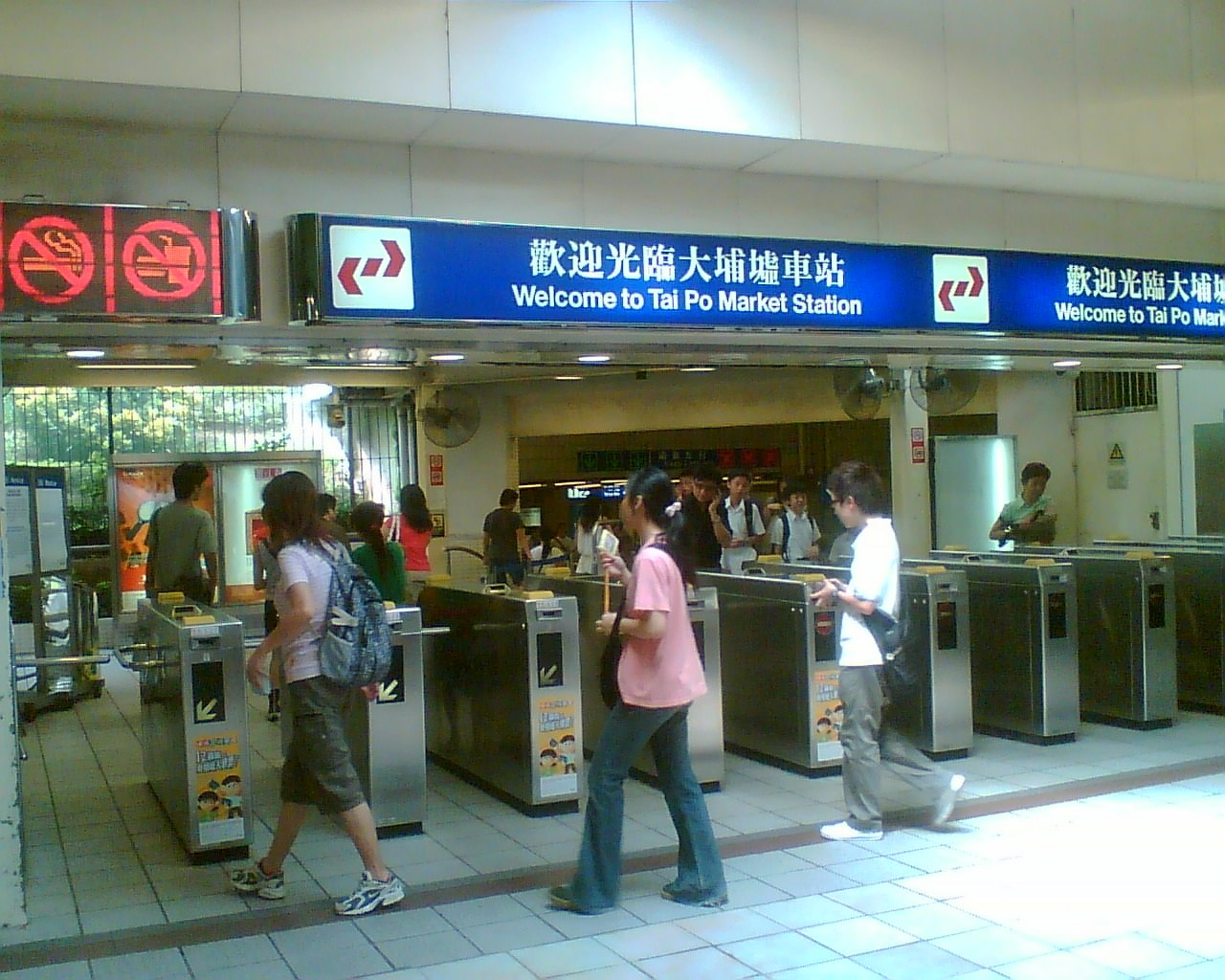
九広鉄路公司が運営していたころの大埔墟駅
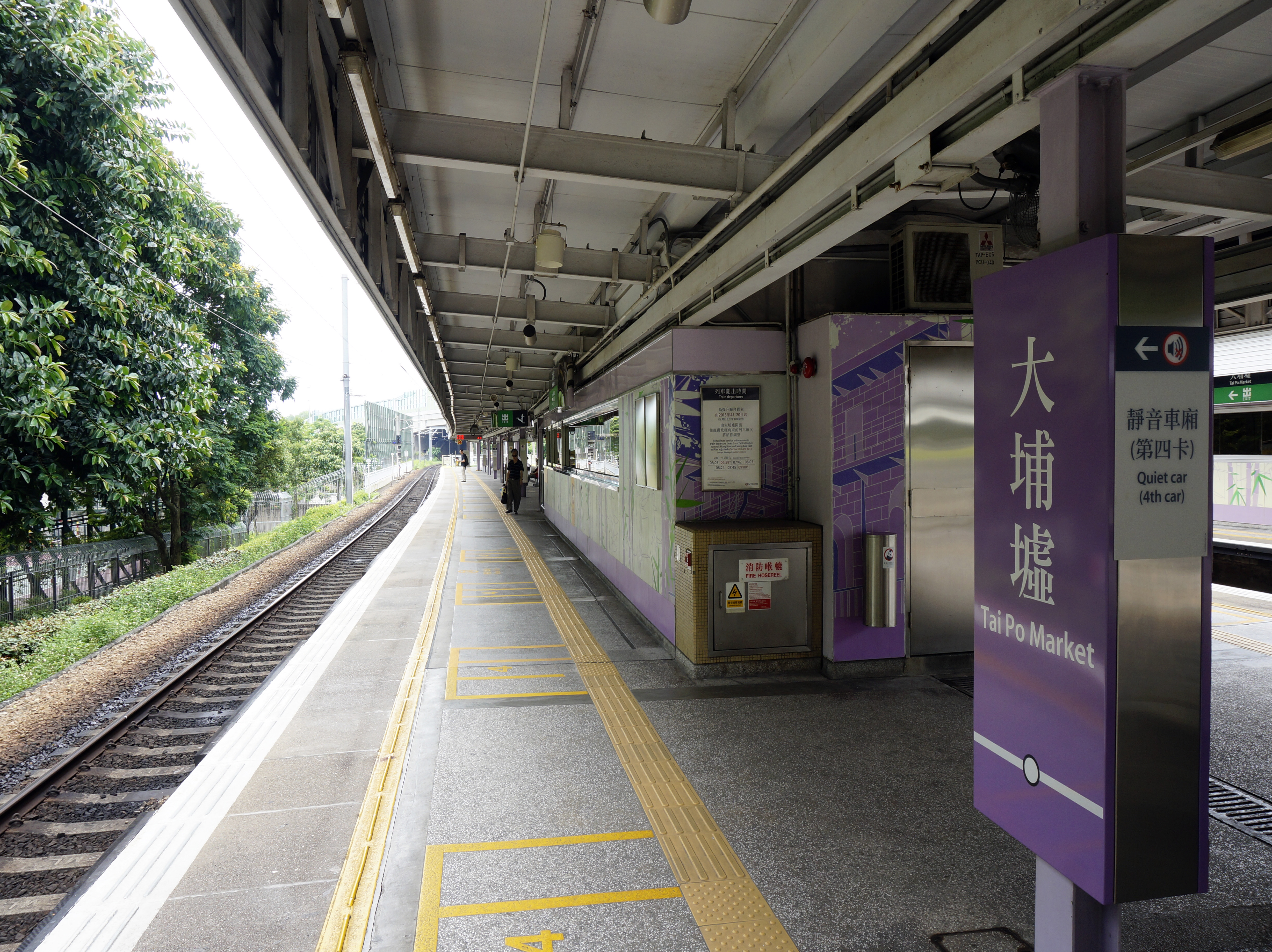
ホーム
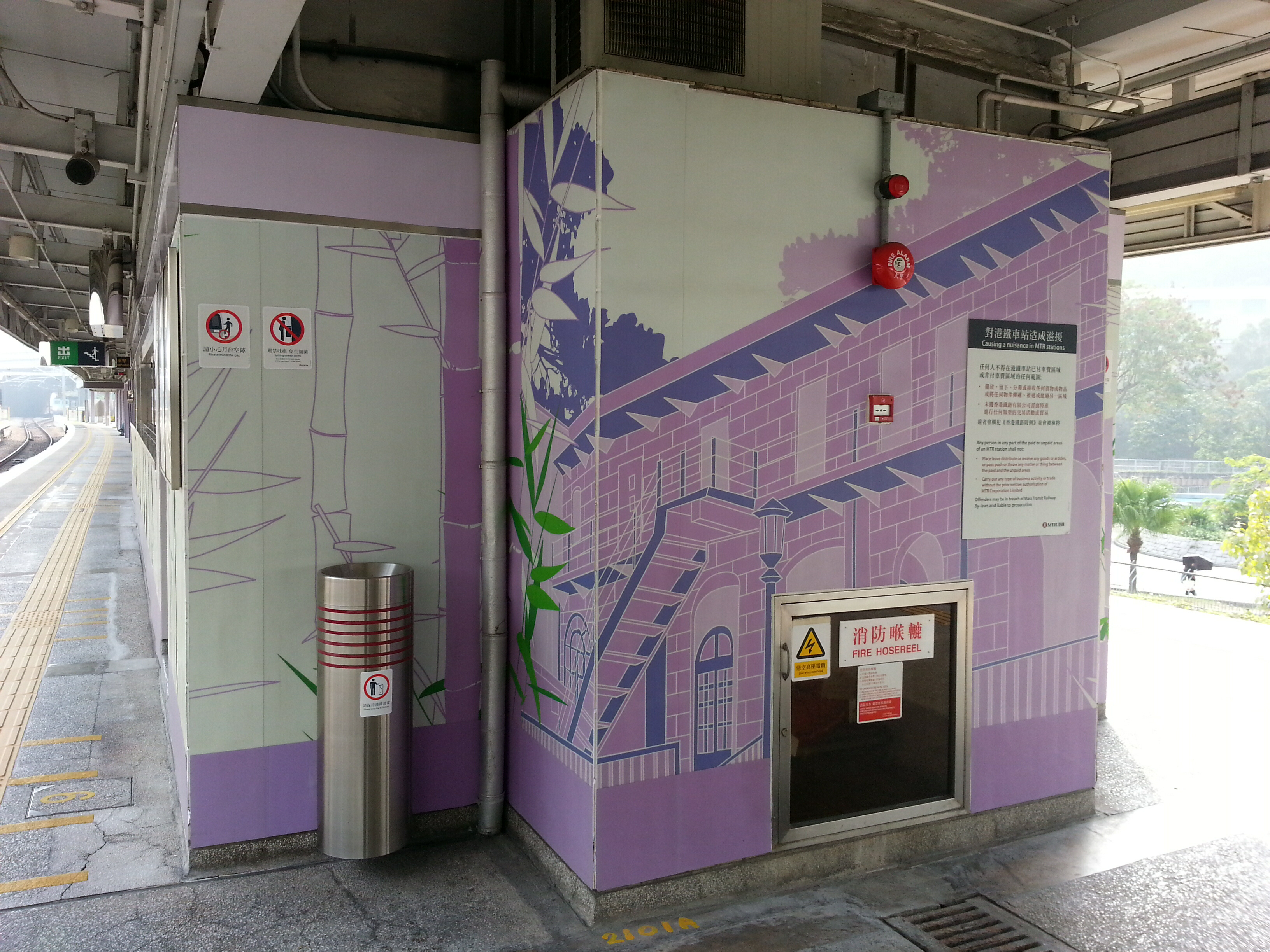
ホーム佈置
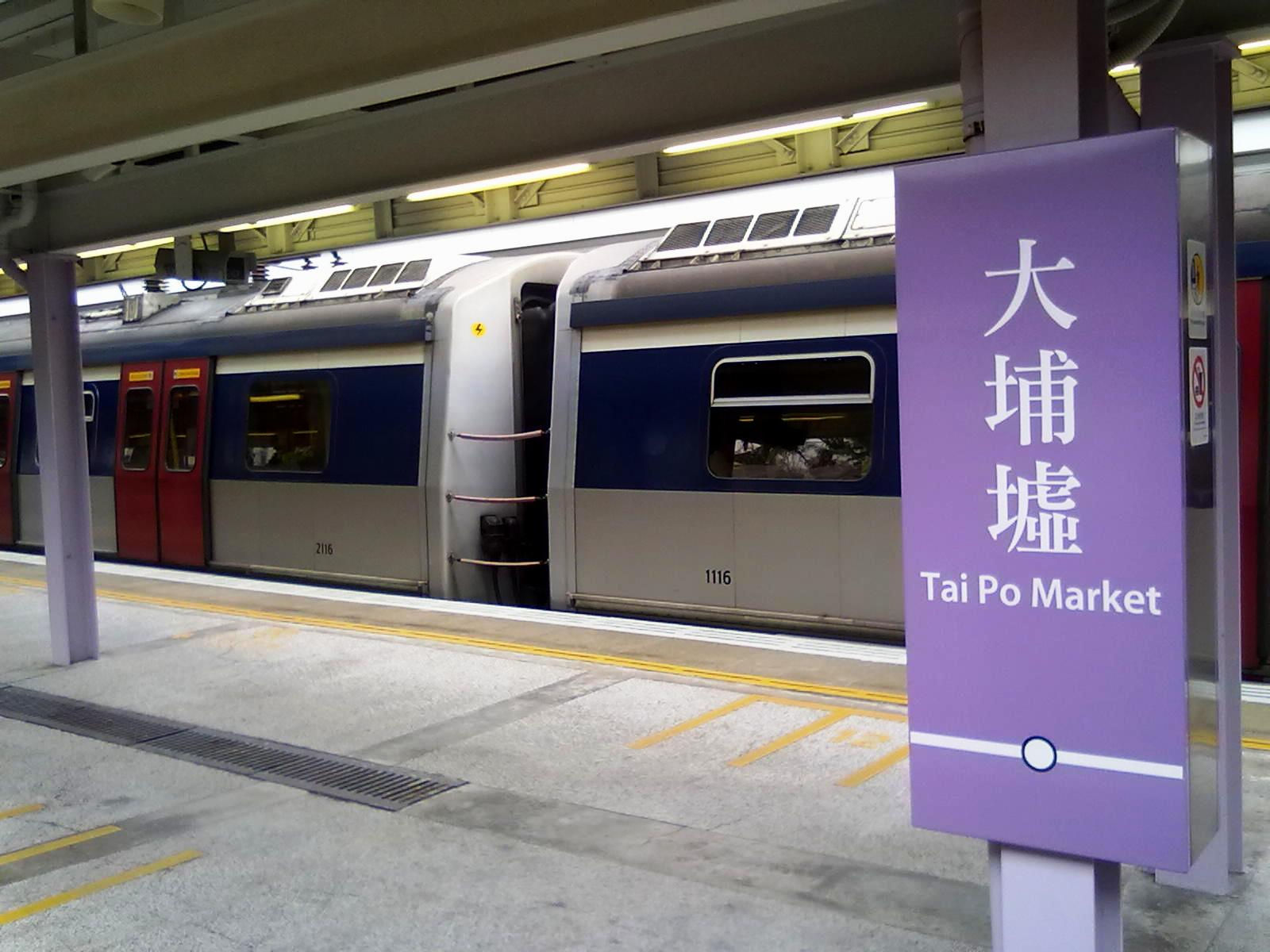
駅牌（駅名標）
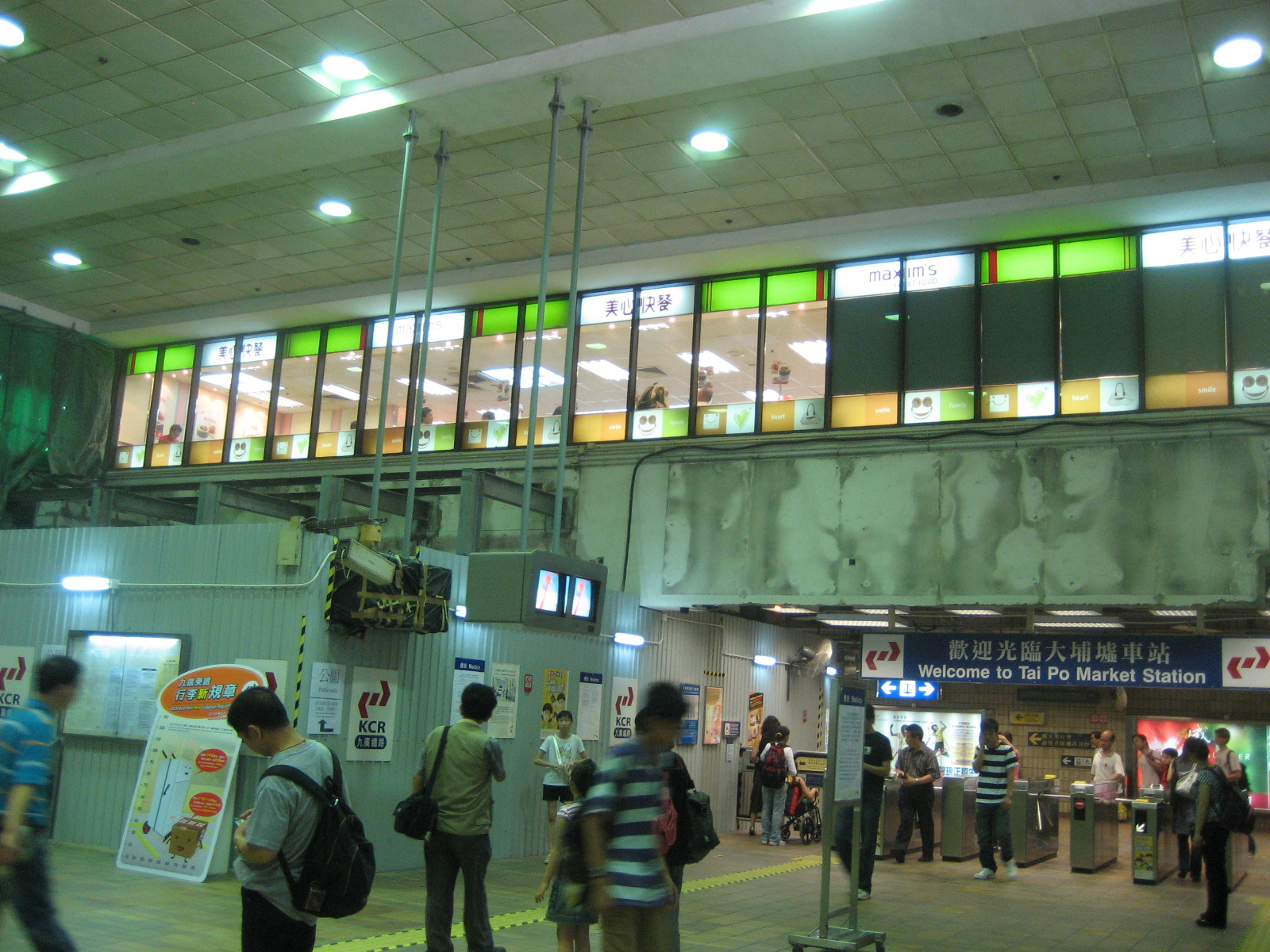
コンコース
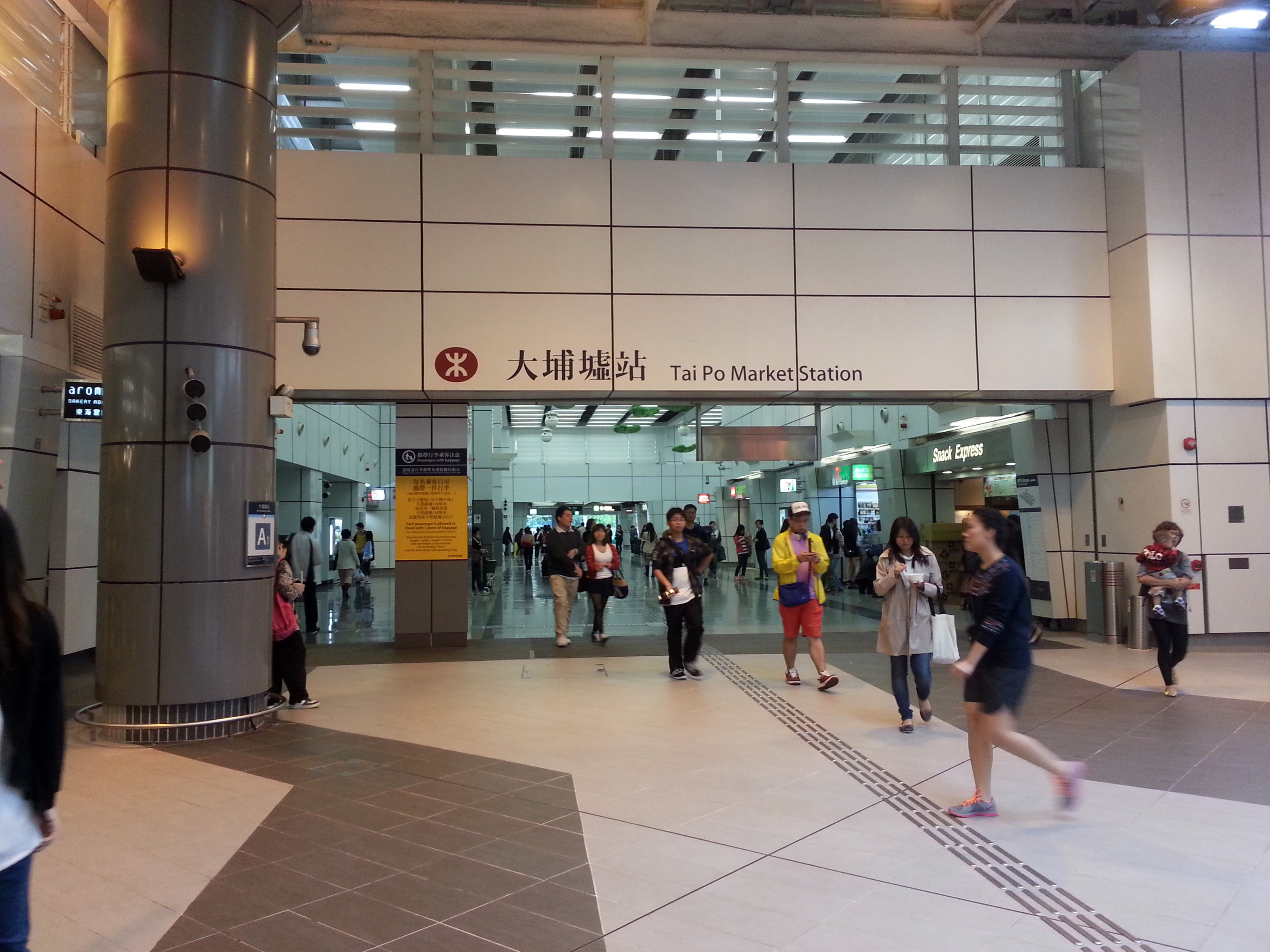
A出入口
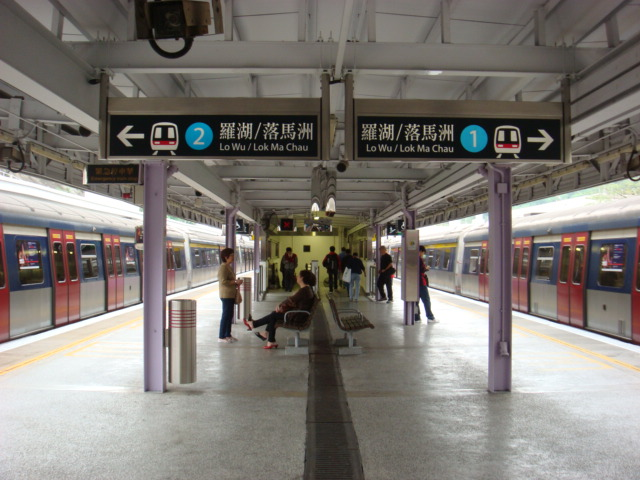
1番線と2番線
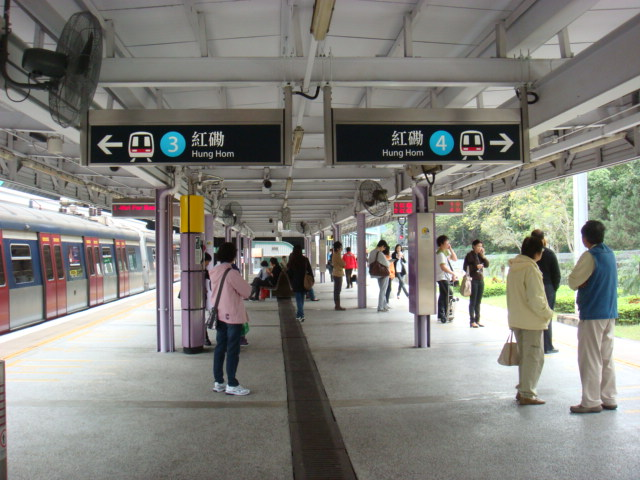
3番線と4番線

## 歴史
- 1983年4月7日 - 開業。

## 隣の駅
香港鉄路
■東鉄線
大学駅 - 大埔墟駅 - 太和駅